# Transfer Pak
El Transfer Pak es un dispositivo para el Nintendo 64 que permite transferir datos entre la consola y el Game Boy o Game Boy Color.
El Transfer Pak tenía una ranura para un cartucho de Game Boy Color y una parte que se conectaba al puerto de expansión del control del Nintendo 64 considerado como el predecesor entre el cable de enlace entre el GameCube y el Game Boy.
El Transfer Pak apareció por primera vez incluido en el juego Pokémon Stadium, siendo como principal característica del juego el poder importar los equipos Pokémon de los títulos de Game Boy.
Pokémon Stadium tiene un modo llamado "GB Tower" para jugar a Pokémon Rojo, Azul o Amarillo en el N64 a través de un emulador del Game Boy que incluía los modos desbloqueables "Doduo" y "Dodrio" los cuales aumentaban la velocidad del procesador del juego por 2 y 3 veces respectivamente.
El Transfer Pak fue originalmente planeado para el Perfect Dark siendo capaz de unirse con el Game Boy Camera y mapear las fotos realizadas por la cámara en caras de personajes de Perfect Dark. Esta característica fue desechada. En lugar de eso, cuando la versión de "Perfect Dark" de Game Boy se unía a la versión de la N64 a través del Transfer Pak, podías desbloquear un traje transparente que se podía usar en cualquier momento, un R-Tracker para buscar armas escondidas en una fase, Hurricane Fists (puños huracanados) que permitían golpear muy fuerte y un truco que te daba acceso a todas las armas del juego, incluido las dobles armas y las clásicas.
No se puede jugar Game Boy en el N64 con el Transfer Pak, como era posible con el Super Game Boy en el Super Nintendo. Sin embargo, Pokémon Stadium y Pokémon Stadium 2 permitían jugar con títulos de la serie Pokémon a través del modo Game Boy Tower.
| Juego de Nintendo 64                     | Juego de Game Boy / Game Boy Color                 |
| ---------------------------------------- | -------------------------------------------------- |
| Mario Artist (64DD)                      | Game Boy Camera                                    |
| Mario Golf                               | Mario Golf                                         |
| Mario Tennis                             | Mario Tennis                                       |
| Mickey's Speedway USA                    | Mickey’s Speedway USA                              |
| PD Ultraman Battle Collection 64 (Japón) | Any                                                |
| Perfect Dark                             | Perfect Dark                                       |
| Pokémon Stadium                          | Pokémon Red, Azul y Amarillo                       |
| Pokémon Stadium 2                        | Pokémon Rojo, Azul, Amarillo, Oro, Plata y Cristal |
| Super Robot Taisen 64 (Japón)            | Super Robot Taisen Link Battler                    |